# Grandy
Grandy es un lugar designado por el censo ubicado en el condado de Currituck en el estado estadounidense de Carolina del Norte. En el Censo de 2020 tenía una población de 2776 habitantes y una densidad poblacional de 138,87 habitantes por km². Fue incluido como CDP en el censo de 2020.

## Geografía
Grandy se encuentra ubicado en las coordenadas 36°14′03″N 75°52′35″O / 36.23417, -75.87639. Según la Oficina del Censo de los Estados Unidos,  tiene una superficie total de 19,99 km², de la 17,54 km² corresponden a tierra firme y 2,45 km² a agua.